# SAKRALA – Eifelmuseum für christliche Volks- und Kirchenkunst
Das SAKRALA – Eifelmuseum für christliche Volks- und Kirchenkunst befand sich seit 2000 in der ehemaligen Hauptschule in Huppenbroich in Simmerath und ist derzeit in der alten Huppenbroicher Sakristei untergebracht.
Die Ausstellung ist in fünf Schwerpunkte gegliedert: Kirchliche Kunst, Jesus- und Heiligenverehrung, Marienverehrung, christliches Heim und christliches Leben und Sterben. Zu den 2000 ausgestellten Gegenständen des religiösen Lebens zählen Kreuze, Bilder, Engeldarstellungen, Weihwasserbecken, Heiligenfiguren, Rosenkränze, Krippen und andere Exponate. Die Sammlung geht auf Kurt Poschen zurück, der Trägerverein wurde 2001 gegründet. Doch bereits ab 2002 konnte der Standort wegen Brandschutzauflagen der Öffentlichkeit nicht mehr zugänglich gemacht werden und der Verein behalf sich zunächst mit einer Wanderausstellung. Später erhielt er die Genehmigung, seine Sammlung im Bereich der sechs Fenster der alten Huppenbroicher Sakristei auszustellen, die aufgrund der kleineren Räumlichkeiten thematisch als temporäre Einzelprojekte angeboten wird.